# نيلسون كاسترو
نيلسون كاسترو (بالإنجليزية: Nelson Castro)‏ هو سياسي أمريكي، ولد في 25 يناير 1972. حزبياً، نشط في الحزب الديمقراطي. وقد انتخب عضو جمعية ولاية نيويورك.